# Trinitrate de samarium
Le trinitrate de samarium est un composé du samarium de formule Sm(NO3)3.

## Solubilité dans l'eau

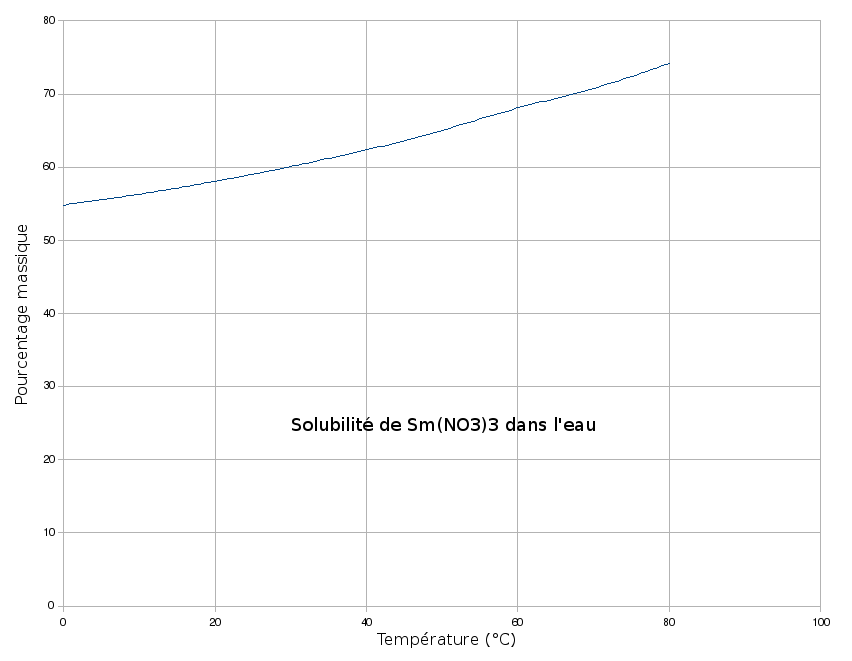
Solubilité dans l'eau